# William Cushing
William Cushing (ur. 1 marca 1732 w Scituate, Massachusetts; zm. 13 września 1810) – sędzia Sądu Najwyższego Stanów Zjednoczonych.
Był trzecim sędzią powołanym do Sądu Najwyższego (przez prezydenta George'a Washingtona).
Cushing był gorącym zwolennikiem Konstytucji Stanów Zjednoczonych i służył jako wiceprzewodniczący konwencji ratyfikacyjnej w stanie Massachusetts.
Podczas gdy oficjalna chronologia Sądu Najwyższego nie uwzględnia Cushinga jako przewodniczącego Sądu Najwyższego, zdaniem niektórych historyków istnieją wystarczające powody aby uznać, że piastował on to stanowisko przez co najmniej dwa dni w lutym 1796 roku.